# Hallgrímur Helgason
Hallgrímur Helgason, né le 18 février 1959 à Reykjavik, est un écrivain, peintre, nouvelliste, dessinateur et traducteur islandais.
Il est l’auteur du roman 101 Reykjavik qui fut adapté au cinéma par Baltasar Kormákur sous le titre 101 Reykjavík en 2000. Il a reçu en 2001 le prix de littérature islandaise pour son livre Höfundur Íslands (L'Auteur d'Islande).
Son œuvre de dessinateur a fait l'objet de plusieurs expositions : Paris, New-York, Reykjavík.

## Œuvres traduites en français
- 101 Reykjavík, [« 101 Reykjavík »], trad. d’Éric Boury, Arles, France, Actes Sud, coll. « Lettres scandinaves », 2002, 461 p.  (ISBN 2-7427-3713-8)
- Les Contes de Grim, [« Best of Grim »], trad. d’Éric Boury, Arles, France, Actes Sud, coll. « Actes Sud BD », 2005, 128 p.  (ISBN 2-7427-5861-5)
- La Femme à 1000°, [« Konan við 1000° »], trad. de Jean-Christophe Salaün, Paris, Presses de la Cité, coll. « Romans Domaine Étranger », 2013, 633 p.  (ISBN 978-2-258-10033-6)

- Prix de la traduction Pierre-François Caillé 2014
- Le Grand Ménage du tueur à gages, [« The hitman's guide to housecleaning »], trad. de Jean-Christophe Salaün, Paris, Presses de la Cité, coll. « Romans Domaine Étranger », 2014, 313 p.  (ISBN 978-2-258-10034-3)
- Soixante kilos de soleil, [« Sextíu kíló af sólskini »], trad. de Éric Boury, Paris, Gallimard, coll. « Du monde entier », 2024, 560 p.  (ISBN 978-2-07-287313-3)